# Rax et Schneeberg
Le massif de Rax et Schneeberg est un massif des Préalpes orientales septentrionales. Il s'élève en Autriche (limite entre la Basse-Autriche et le land de Styrie) et tient son nom des deux plus importantes montagnes de la région : le Rax et le Schneeberg.
Le Klosterwappen, sommet principal de la seconde, est le point culminant du massif.

## Géographie

### Situation
Le massif est entouré par les Alpes de Gutenstein au nord, les montagnes de la rive gauche de la Mur au sud-est et les Alpes de Mürzsteg à l'ouest.

### Sommets principaux
- Klosterwappen (Schneeberg), 2 076 m
- Kaiserstein (Schneeberg), 2 061 m
- Heukuppe (Rax), 2 007 m
- Scheibwaldhöhe (Rax), 1 943 m

## Activités

### Stations de sports d'hiver
- Puchberg am Schneeberg
- Reichenau an der Rax